# Olympische Sommerspiele 1952/Leichtathletik – Weitsprung (Frauen)
Der Weitsprung der Frauen bei den Olympischen Spielen 1952 in Helsinki wurde am 23. Juli 1952 ausgetragen. 34 Athletinnen nahmen teil.
Olympiasiegerin wurde die Neuseeländerin Yvette Williams. Sie gewann vor Alexandra Tschudina aus der Sowjetunion und der Britin Shirley Cawley.

## Rekorde

### Bestehende Rekorde

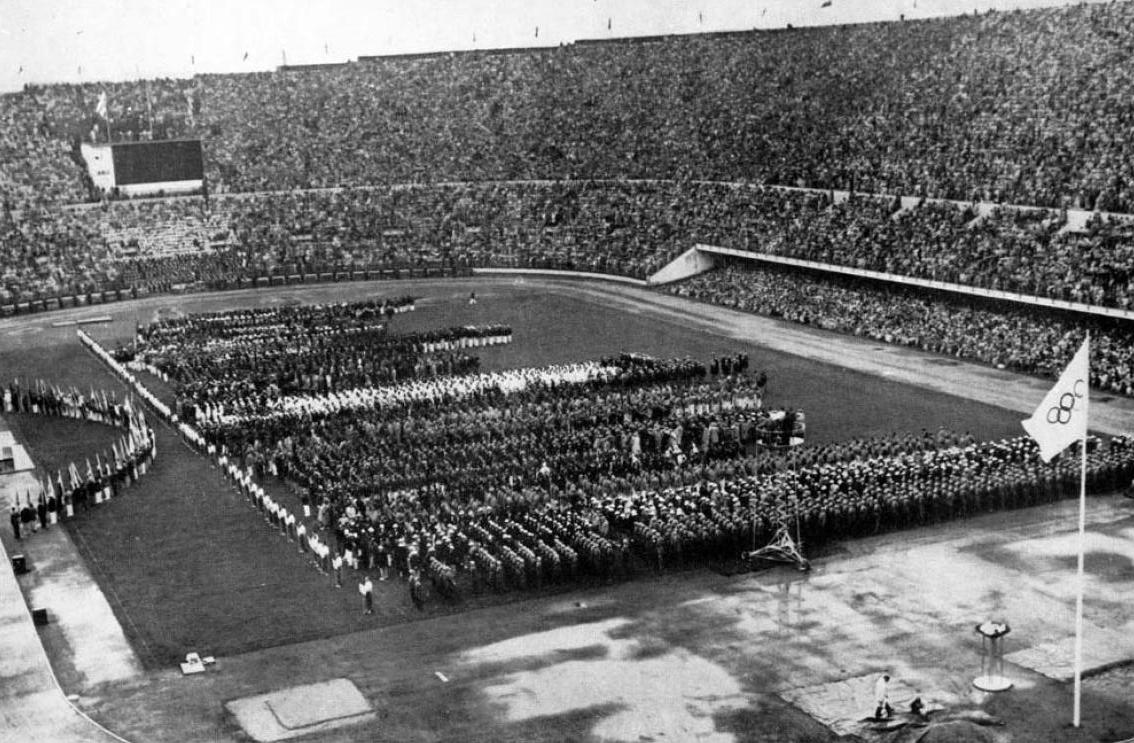
Eröffnungsfeier bei den Olympischen Spielen in Helsinki

| Weltrekord         | 6,25 m  | Fanny Blankers-Koen ( Niederlande) | Leiden, Niederlande              | 19. September 1943 |
| Olympischer Rekord | 5,695 m | Olga Gyarmati ( Ungarn)            | Finale OS London, Großbritannien | 4. August 1948     |

### Rekordverbesserungen
Der bestehende olympische Rekord wurde zweimal verbessert:
- 6,16 m – Yvette Williams (Neuseeland), Qualifikation am 23. Juli, erster Durchgang
- 6,24 m – Yvette Williams (Neuseeland), Finale am 23. Juli, vierter Durchgang

## Durchführung des Wettbewerbs
34 Teilnehmerinnen traten am 23. Juli in zwei Gruppen zu einer Qualifikationsrunde an, die Qualifikationsweite betrug 5,30 Meter. Diese Weite war wohl zu niedrig angesetzt, denn es qualifizierten sich 24 Athletinnen – hellblau unterlegt – für das Finale am Nachmittag desselben Tages. Normalerweise sind mindestens zwölf Wettbewerberinnen für eine Finalteilnahme vorgesehen.
Die in dieser Qualifikation erzielten Resultate wurden nicht für das Finale mitgewertet.
Im Finale hatten alle Teilnehmerinnen zunächst drei Versuche. Die sechs besten Athletinnen konnten dann drei weitere Sprünge tätigen.

## Zeitplan
23. Juli, 10:00 Uhr: Qualifikation

23. Juli, 16:50 Uhr: Finale

## Legende
Kurze Übersicht zur Bedeutung der Symbolik – so üblicherweise auch in sonstigen Veröffentlichungen verwendet:
| – | verzichtet |
| x | ungültig   |

## Qualifikation
Datum: 23. Juli 1952, 10:00 Uhr

### Gruppe A

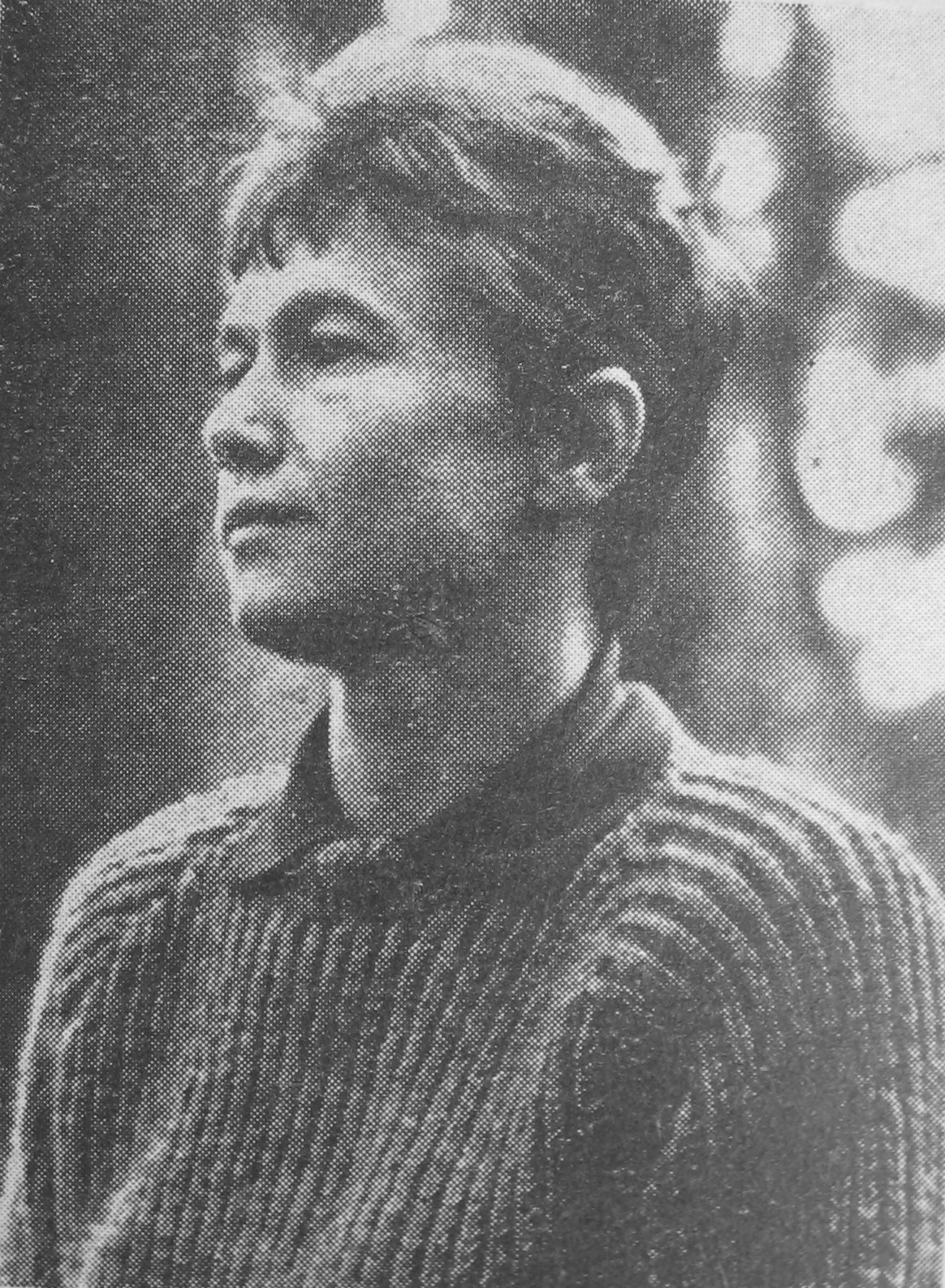
Maria Ilwicka – ausgeschieden mit 5,09 m

| Platz | Name                     | Nation         | 1. Versuch | 2. Versuch | 3. Versuch | Weite  |
| ----- | ------------------------ | -------------- | ---------- | ---------- | ---------- | ------ |
| 01    | Alexandra Tschudina      | Sowjetunion    | 5,77 m     | –          | –          | 5,77 m |
| 02    | Shirley Cawley           | Großbritannien | 5,73 m     | –          | –          | 5,73 m |
| 03    | Verna Johnston           | Australien     | x          | 5,58 m     | –          | 5,58 m |
| 04    | Thelma Jones             | Bermuda        | 4,99 m     | 5,25 m     | 5,55 m     | 5,55 m |
| 05    | Gladys Erbetta           | Argentinien    | 5,04 m     | x          | 5,51 m     | 5,51 m |
| 06    | Olga Gyarmati            | Ungarn         | 5,50 m     | –          | –          | 5,50 m |
| 07    | Elżbieta Krzesińska      | Polen          | 5,43 m     | –          | –          | 5,43 m |
| 08    | Leni Hofknecht           | BR Deutschland | x          | 5,41 m     | –          | 5,41 m |
| 09    | Yvonne Curtet            | Frankreich     | 5,20 m     | 5,36 m     | –          | 5,36 m |
| 10    | Helena de Menezes        | Brasilien      | x          | 5,22 m     | 5,33 m     | 5,33 m |
| 11    | Ursula Finger            | Saarland       | 5,27 m     | x          | 5,09 m     | 5,27 m |
| 12    | Suzanne Glotin           | Frankreich     | x          | x          | 5,26 m     | 5,26 m |
| 13    | Lilián Buglia            | Argentinien    | 4,48 m     | 5,20 m     | 5,25 m     | 5,25 m |
| 14    | Éliane Dudal             | Frankreich     | 5,16 m     | 5,21 m     | 5,19 m     | 5,21 m |
| 15    | Gretel Bollinger         | Schweiz        | 5,07 m     | 5,12 m     | 5,14 m     | 5,14 m |
| 16    | Maria Ilwicka            | Polen          | x          | 4,81 m     | 5,09 m     | 5,09 m |
| 17    | Phyllis Lightbourn-Jones | Bermuda        | x          | x          | 4,92 m     | 4,92 m |

### Gruppe B

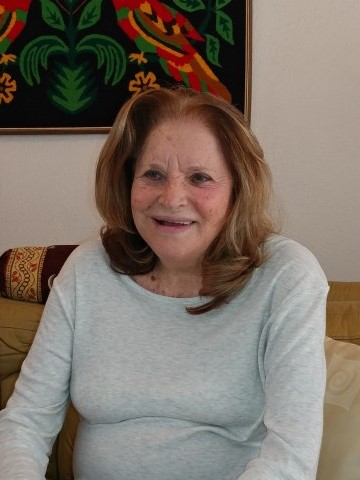
Tamar Metal – ausgeschieden mit 5,16 m

| Platz | Name                 | Nation         | 1. Versuch | 2. Versuch | 3. Versuch | Weite     |
| ----- | -------------------- | -------------- | ---------- | ---------- | ---------- | --------- |
| 01    | Yvette Williams      | Neuseeland     | 6,16 m OR  | –          | –          | 6,16 m OR |
| 02    | Mabel Landry         | USA            | 000x       | x          | 5,88 m     | 5,88 m    |
| 03    | Nina Tjurkina        | Sowjetunion    | 5,77 m     | –          | –          | 5,77 m    |
| 04    | Wilhelmina Lust      | Niederlande    | 000x       | 5,63 m     | –          | 5,63 m    |
| 05    | Elfriede von Nitzsch | BR Deutschland | 5,62 m     | –          | –          | 5,62 m    |
| 05    | Maire Österdahl      | Finnland       | 5,62 m     | –          | –          | 5,62 m    |
| 07    | Irmgard Schmelzer    | BR Deutschland | 5,61 m     | –          | –          | 5,61 m    |
| 08    | Valentina Litujewa   | Sowjetunion    | 5,51 m     | –          | –          | 5,51 m    |
| 09    | Adriana Millard      | Chile          | 5,49 m     | –          | –          | 5,49 m    |
| 10    | Greta Magnusson      | Schweden       | 5,17 m     | 5,45 m     | –          | 5,45 m    |
| 11    | Constance Willoughby | Großbritannien | 5,44 m     | 5,44 m     | –          | 5,44 m    |
| 12    | Wanda dos Santos     | Brasilien      | 5,02 m     | 5,35 m     | –          | 5,35 m    |
| 13    | Dawn Josephs         | Kanada         | 5,34 m     | –          | –          | 5,34 m    |
| 13    | Ayako Yoshikawa      | Japan          | 5,34 m     | –          | –          | 5,34 m    |
| 15    | Tamar Metal          | Israel         | 000x       | 5,06 m     | 5,16 m     | 5,16 m    |
| 16    | Kathleen Russell     | Jamaika        | 4,47 m     | 5,10 m     | 4,70 m     | 5,10 m    |
| NM    | Rosella Thorne       | Kanada         | 000x       | x          | x          | 0ogV      |

## Finale und Endresultat
Datum: 23. Juli 1952, 16:50 Uhr
| Platz | Name                 | Nation         | 1. Versuch | 2. Versuch | 3. Versuch | 4. Versuch                                     | 5. Versuch                                     | 6. Versuch                                     | Endresultat |
| ----- | -------------------- | -------------- | ---------- | ---------- | ---------- | ---------------------------------------------- | ---------------------------------------------- | ---------------------------------------------- | ----------- |
| 1     | Yvette Williams      | Neuseeland     | x          | x          | 5,90 m     | 6,24 m OR                                      | 6,11 m                                         | 5,99 m                                         | 6,24 m OR   |
| 2     | Alexandra Tschudina  | Sowjetunion    | 5,99 m     | 6,14 m     | 5,74 m     | 5,90 m                                         | 5,95 m                                         | 6,07 m                                         | 6,14 m      |
| 3     | Shirley Cawley       | Großbritannien | 5,92 m     | x          | 5,53 m     | 5,46 m                                         | 5,78 m                                         | 5,82 m                                         | 5,92 m      |
| 4     | Irmgard Schmelzer    | BR Deutschland | 5,89 m     | 5,76 m     | 5,90 m     | 000x                                           | 5,84 m                                         | x                                              | 5,90 m      |
| 5     | Wilhelmina Lust      | Niederlande    | 5,68 m     | 5,65 m     | 5,79 m     | 000x                                           | 5,81 m                                         | x                                              | 5,81 m      |
| 6     | Nina Tjurkina        | Sowjetunion    | 5,61 m     | 5,81 m     | 5,76 m     | 5,52 m                                         | x                                              | x                                              | 5,81 m      |
|       |                      |                |            |            |            |                                                |                                                |                                                |             |
| 7     | Mabel Landry         | USA            | x          | x          | 5,75 m     | nicht im Finale der besten sechs Springerinnen | nicht im Finale der besten sechs Springerinnen | nicht im Finale der besten sechs Springerinnen | 5,75 m      |
| 8     | Verna Johnston       | Australien     | 5,51 m     | 5,60 m     | 5,74 m     | nicht im Finale der besten sechs Springerinnen | nicht im Finale der besten sechs Springerinnen | nicht im Finale der besten sechs Springerinnen | 5,74 m      |
| 9     | Maire Österdahl      | Finnland       | 5,62 m     | 5,73 m     | 5,70 m     | nicht im Finale der besten sechs Springerinnen | nicht im Finale der besten sechs Springerinnen | nicht im Finale der besten sechs Springerinnen | 5,73 m      |
| 10    | Olga Gyarmati        | Ungarn         | 5,48 m     | 5,67 m     | 5,60 m     | nicht im Finale der besten sechs Springerinnen | nicht im Finale der besten sechs Springerinnen | nicht im Finale der besten sechs Springerinnen | 5,67 m      |
| 11    | Valentina Litujewa   | Sowjetunion    | 5,50 m     | 5,63 m     | 5,65 m     | nicht im Finale der besten sechs Springerinnen | nicht im Finale der besten sechs Springerinnen | nicht im Finale der besten sechs Springerinnen | 5,65 m      |
| 12    | Elżbieta Krzesińska  | Polen          | 5,65 m     | 5,40 m     | 5,55 m     | nicht im Finale der besten sechs Springerinnen | nicht im Finale der besten sechs Springerinnen | nicht im Finale der besten sechs Springerinnen | 5,65 m      |
| 13    | Adriana Millard      | Chile          | 5,58 m     | 5,56 m     | 5,59 m     | nicht im Finale der besten sechs Springerinnen | nicht im Finale der besten sechs Springerinnen | nicht im Finale der besten sechs Springerinnen | 5,59 m      |
| 14    | Elfriede von Nitzsch | BR Deutschland | x          | 5,57 m     | x          | nicht im Finale der besten sechs Springerinnen | nicht im Finale der besten sechs Springerinnen | nicht im Finale der besten sechs Springerinnen | 5,57 m      |
| 15    | Leni Hofknecht       | BR Deutschland | 5,45 m     | 5,54 m     | 5,55 m     | nicht im Finale der besten sechs Springerinnen | nicht im Finale der besten sechs Springerinnen | nicht im Finale der besten sechs Springerinnen | 5,55 m      |
| 16    | Ayako Yoshikawa      | Japan          | 5,54 m     | x          | 5,38 m     | nicht im Finale der besten sechs Springerinnen | nicht im Finale der besten sechs Springerinnen | nicht im Finale der besten sechs Springerinnen | 5,54 m      |
| 17    | Dawn Josephs         | Kanada         | 5,17 m     | 5,47 m     | 5,44 m     | nicht im Finale der besten sechs Springerinnen | nicht im Finale der besten sechs Springerinnen | nicht im Finale der besten sechs Springerinnen | 5,47 m      |
| 18    | Gladys Erbetta       | Argentinien    | 5,39 m     | 5,40 m     | 5,47 m     | nicht im Finale der besten sechs Springerinnen | nicht im Finale der besten sechs Springerinnen | nicht im Finale der besten sechs Springerinnen | 5,47 m      |
| 19    | Constance Willoughby | Großbritannien | 5,39 m     | 5,44 m     | 5,13 m     | nicht im Finale der besten sechs Springerinnen | nicht im Finale der besten sechs Springerinnen | nicht im Finale der besten sechs Springerinnen | 5,44 m      |
| 20    | Greta Magnusson      | Schweden       | 5,37 m     | 5,43 m     | 5,40 m     | nicht im Finale der besten sechs Springerinnen | nicht im Finale der besten sechs Springerinnen | nicht im Finale der besten sechs Springerinnen | 5,43 m      |
| 21    | Wanda dos Santos     | Brasilien      | 5,36 m     | 5,30 m     | 5,21 m     | nicht im Finale der besten sechs Springerinnen | nicht im Finale der besten sechs Springerinnen | nicht im Finale der besten sechs Springerinnen | 5,36 m      |
| 22    | Thelma Jones         | Bermuda        | 5,33 m     | 5,27 m     | 5,31 m     | nicht im Finale der besten sechs Springerinnen | nicht im Finale der besten sechs Springerinnen | nicht im Finale der besten sechs Springerinnen | 5,33 m      |
| 23    | Yvonne Curtet        | Frankreich     | 5,28 m     | 4,94 m     | 5,09 m     | nicht im Finale der besten sechs Springerinnen | nicht im Finale der besten sechs Springerinnen | nicht im Finale der besten sechs Springerinnen | 5,28 m      |
| 24    | Helena de Menezes    | Brasilien      | x          | 4,98 m     | 4,66 m     | nicht im Finale der besten sechs Springerinnen | nicht im Finale der besten sechs Springerinnen | nicht im Finale der besten sechs Springerinnen | 4,98 m      |

In Abwesenheit der Weltrekordhalterin Fanny Blankers-Koen galt die Neuseeländerin Yvette Williams als große Favoritin, insbesondere als sie in der Qualifikation als erste Athletin die sechs-Meter-Marke bei Olympischen Spielen übersprang.
Doch in den ersten drei Runden führte Alexandra Tschudina aus der Sowjetunion, die mit 6,14 m ebenfalls über diese Marke sprang. Für Williams wurde es eng, sie hatte sich in der Qualifikation verletzt und ihre ersten beiden Versuche im Finale waren ungültig. Mit 5,90 m im dritten Versuch erreichte sie das Finale der besten Sechs aber doch noch. Erst im vierten Durchgang ging Williams mit einem weiteren Olympiarekord in Führung. Mit 6,24 m blieb sie nur einen Zentimeter unter ihrem Weltrekord. Zwar gelang Tschudina im letzten Versuch nochmals ein Sprung über die sechs Meter, doch verbessern konnte sie sich nicht mehr. Die Britin Shirley Cawley gewann mit 5,92 m die Bronzemedaille. Nur zwei Zentimeter dahinter erreichte die Deutsche Irmgard Schmelzer Platz vier.
Yvette Williams gelang der erste Olympiasieg einer neuseeländischen Frau.

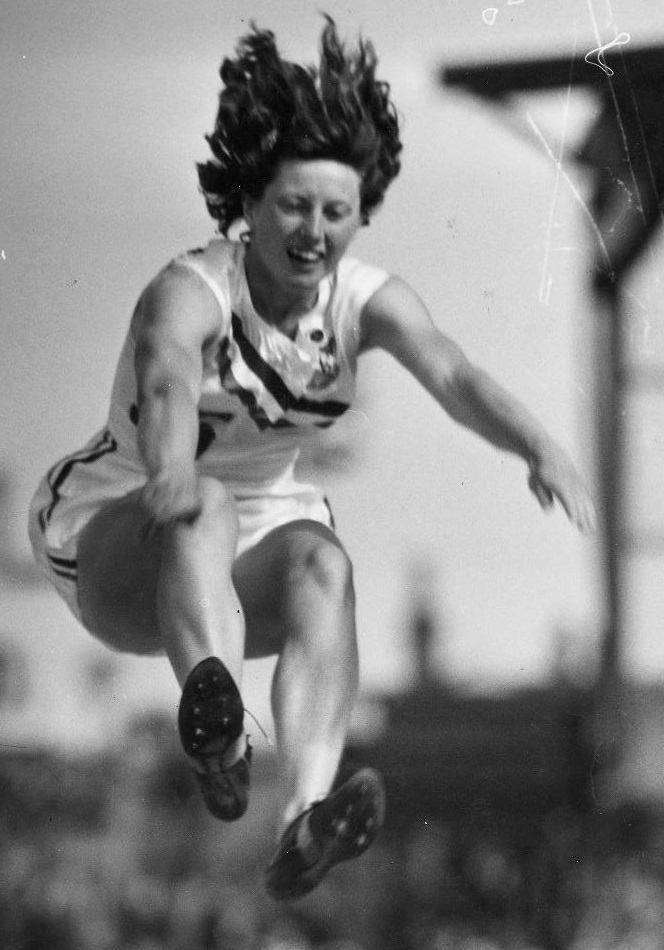
Olympiasiegerin Yvette Williams
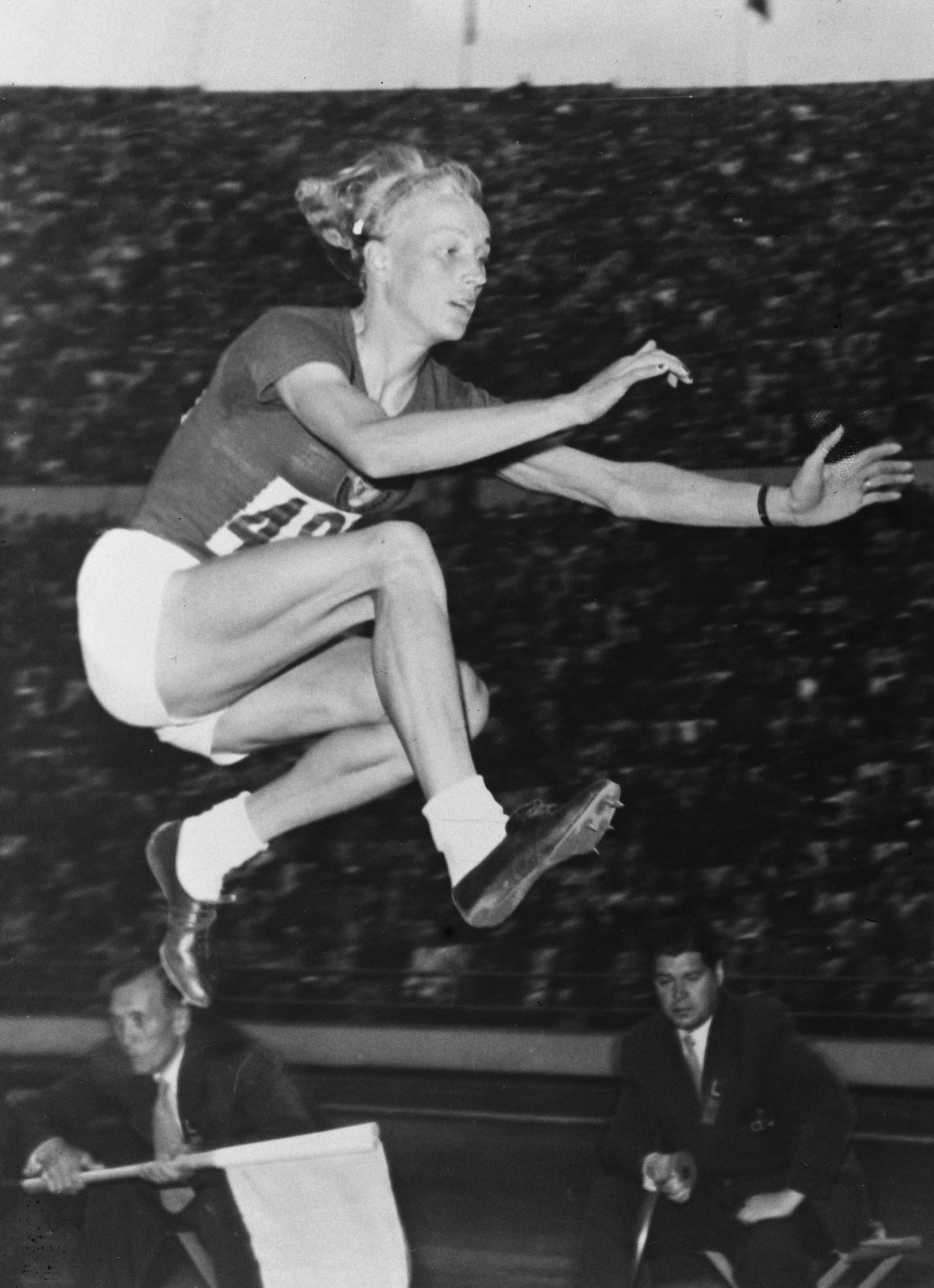
Silber für Alexandra Tschudina
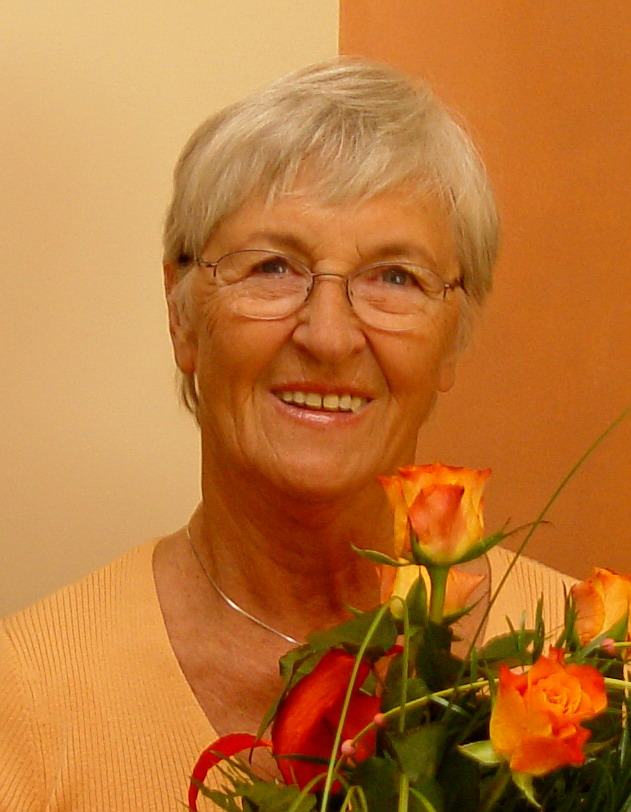
Elżbieta Krzesińska (hier im Jahr 2008) kam hier auf den zwölften Platz – 1956 wurde sie Olympiasiegerin und 1960 Olympiazweite

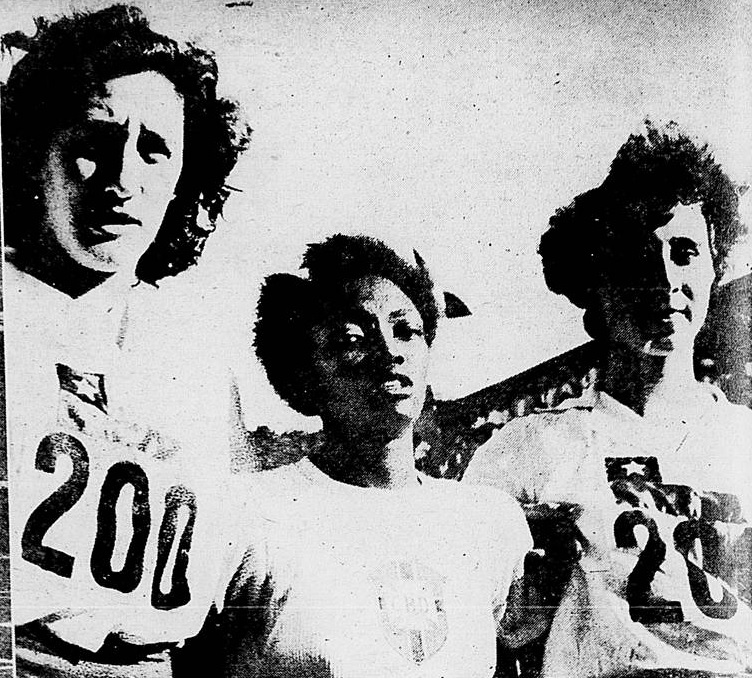
Adriana Millard (links) belegte Rang dreizehn
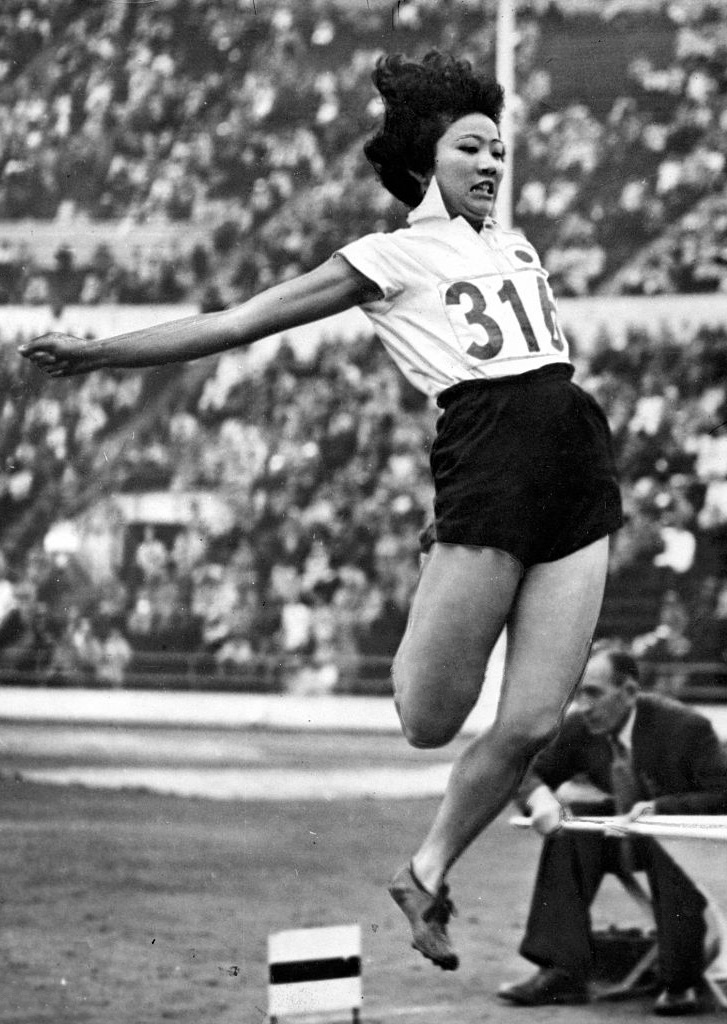
Ayako Yoshikawa erreichte Platz sechzehn

## Video
- Yvette Williams wins gold in the Long Jump 1952, youtube.com, abgerufen am 10. August 2021